# Yuefang
Yuefang (kinesiska: 岳坊) är en köping i östra Kina. Den ligger i Mengcheng härad i staden Bozhou i provinsen Anhui, omkring 180 kilometer nordväst om provinshuvudstaden Hefei. Antalet invånare är 50671. Befolkningen består av 25 088 kvinnor och 25 583 män. Barn under 15 år utgör 24,0 %, vuxna 15-64 år 65 %, och äldre över 65 år 9,0 %.